# 85 Pegasi
85 Pegasi (85 Peg / HD 224930 / HR 9088) es un sistema estelar en la constelación de Pegaso situado a 40,5 años luz del sistema solar.
La componente principal del sistema, 85 Pegasi A (GJ 914 A), es una enana amarilla de tipo espectral G5V y magnitud aparente +5,75 algo más pequeña que el Sol. Su temperatura superficial es de 5550 K y su luminosidad equivale al 61% de la luminosidad solar. Tiene una masa de 0,88 masas solares.
A una distancia media de 10,3 UA de la componente A orbita 85 Pegasi B (GJ 914 B), una enana naranja de tipo K7V y 4200 K de temperatura. Emplea 26,28 años en completar una vuelta a su alrededor y, debido a la excentricidad de la órbita, la distancia entre ambas varía entre 6,4 y 14,2 UA.
Se piensa que 85 Pegasi B es a su vez una binaria cercana compuesta por dos estrellas de 0,55 y 0,11 masas solares. La luminosidad de 85 Pegasi Ba, la más brillante del par, es poco mayor del 7% de la luminosidad solar; la tenue acompañante, 85 Pegasi Bb, sería una enana roja 35 veces menos luminosa que su compañera.
La separación entre estas dos estrellas es de 2 UA.
La edad del sistema parece ser significativamente mayor que la del Sol, estimándose en 9345 ± 500 millones de años. Tiene una metalicidad muy baja, en torno a un 27% de la solar.